# Wild!
Wild! — четвертий студійний альбом англійської групи Erasure, який був випущений 16 жовтня 1989 року.

## Композиції
1. Piano Song — Instrumental — 1:09
2. Blue Savannah — 4:27
3. Drama! — 4:04
4. How Many Times? — 3:17
5. Star — 3:53
6. La Gloria — 3:10
7. You Surround Me — 3:57
8. Brother and Sister — 3:24
9. 2,000 Miles — 3:38
10. Crown Of Thorns — 3:59
11. Piano Song — 3:15

## Учасники запису
- Енді Бел — вокал
- Вінс Кларк — синтезатор, басс

## Сертифікації
| Регіон                                             | Сертифікація  | Продажі  |
| -------------------------------------------------- | ------------- | -------- |
| Велика Британія (BPI)                              | 2× Платиновий | 600 000^ |
| ^відвантаження, що базуються лише на сертифікаціях |               |          |